# Swen Widłobrody
Swen Widłobrody (ur. ok. 950–960, zm. 2 lub 3 lutego 1014; duń. Svend Tveskæg, norw. Svein Tjugeskjegg, ang. Svein Forkbeard) – król duński (ok. 987–1014) i norweski (987–994), władca Anglii (1013–1014).

## Rodzina
Dokładny rok urodzenia Swena nie jest znany. Badacze podają daty od 950 do 965; przeważa pogląd, że przyszedł na świat około roku 960, gdy jego ojciec, Harald Sinozęby, przyjął chrześcijaństwo. Swenowi na chrzcie nadano imię Otto na cześć cesarza Ottona I. Według podań wychowywał go legendarny Palnatoki.
Żoną Swena była Gunhilda – według niektórych źródeł – córka Mieszka I i prawdopodobnie Dobrawy oraz siostra Bolesława Chrobrego. Miał z nią dwóch synów, późniejszych królów Danii – Haralda II i Knuta Wielkiego, oraz kilka córek, w tym Estrydę, matkę Swena II.
Przydomek Widłobrody został mu nadany najprawdopodobniej jeszcze za życia i odnosił się do długich wąsów, splecionych na kształt wideł.

## Panowanie
Tron Danii i Norwegii objął po śmierci swojego ojca w 986 lub 987. Niektórzy historycy uważają, że Swen stał na czele rebelii przeciwko swojemu ojcu. Krytyczny wobec Widłobrodego kronikarz Adam z Bremy oskarża go o sojusz z poganami i bunt przeciwko chrześcijańskiemu władcy. Swen miał również wygnać biskupów Skanii i Zelandii, co spowodowało interwencję króla Szwecji Eryka Zwycięskiego i wygnanie Swena. Obecnie ta historia jest uznawana za nieprawdziwą, gdyż w czasie rzekomego wygnania Swen dowodził duńskimi najazdami na Anglię.
Po śmierci Eryka Zwycięskiego w 995 Swen umocnił swoją pozycję w Danii. W tym samym roku utracił jednak tron norweski na rzecz Olafa Tryggvasona. W reakcji na ambicje nowego króla norweskiego podboju całej Skandynawii, Widłobrody zawiązał antynorweską koalicję Danii, Szwecji i Słowian, która 9 października 1000 pokonała Olafa w bitwie pod Svolder. Olaf zginął, a Swen odzyskał władzę w Norwegii. Nie opanował jednak całego kraju, którego częścią rządził wasal Swena – jarl Eiríkr Hákonarson.
Kwestią sporną jest wyznanie Swena. Nie ulega wątpliwości, że został w dzieciństwie ochrzczony, jednak niektórzy ówcześni kronikarze (Adam z Bremy) zarzucają mu wyznawanie pogaństwa. Swen wspierał Kościół i budował nowe świątynie, lecz toczył spory ze zdominowaną przez Niemców organizacją kościelną, kierującą się interesami raczej Cesarstwa niż Królestwa Danii.

## Podbój Anglii
Swen wyprawiał się na Anglię już w latach 90. X wieku, ale były to tylko wyprawy łupieżcze. Do zorganizowanego podboju przystąpił w 1002. 13 listopada tegoż roku, w dzień św. Brykcjusza, na rozkaz angielskiego króla Ethelreda II wymordowano kilka setek duńskich osadników. Wśród ofiar miała znaleźć się Gunhilda, siostra Swena, wraz ze swoim mężem i synkiem. Widłobrody postanowił zemścić się na angielskim królu. Od tamtej pory rozpoczęły się regularne niszczące duńskie najazdy na Anglię – w latach 1002–1005 (na Essex i Anglię Wschodnią) oraz w latach 1006–1007 i 1009–1012. Anglosasi unikali groźby podboju duńskiego regularnie płacąc haracz zwany danegeld, który dochodził do astronomicznej w owych czasach sumy 50 tys. funtów złota i srebra.
Wysokie daniny uzyskane w wyniku najazdu oraz słabość anglosaskiej obrony skłoniły Swena do podjęcia próby podboju Anglii. W 1013 przed miesiącem sierpniem, król Swen przybył ze swoją flotą do Sandwich. Szybko przemaszerował przez Anglię Wschodnią i dotarł nad rzekę Humber. Tam pospieszyli do niego earl Nortumbrii Uhtred wraz ze swoimi stronnikami, jak również mieszkańcy Lindsay oraz Pięciu Miast (chodzi o pięć miast dawnej duńskiej Mercji – Derby, Leicester, Lincoln, Nottingham i Stamford). Otrzymał również hołd ze wszystkich shire’ów. Kiedy Swen zrozumiał, że cała okoliczna ludność poddała się jego władzy, zarządził, że jego wojsko ma być zaopatrywane w żywność i konie. Następnie pomaszerował na południe z głównymi siłami inwazyjnymi, pozostawiając resztę pod wodzą swojego syna, Knuta. Po przejściu Watling Street dotarł do Oksfordu, który poddał mu się i złożył mu hołd. Stamtąd udał się do Winchesteru, gdzie spotkał się z podobnym przyjęciem, a następnie pomaszerował na Londyn.
Londyńczycy jednak stawili Duńczykom opór. Mosty na Tamizie zostały zniszczone, a frontalny atak Swena został odparty. Duńczycy cofnęli się ponosząc spore straty. Swen udał się do Wallingford, a potem do Bath, gdzie przybyli doń earl Aethelmaer oraz tanowie z zachodu i złożyli mu hołd. W ich ślady poszła reszta kraju oprócz Londynu, o którego kapitulacji przesądziła jednak ucieczka króla Ethelreda II do Normandii. Widłobrody został 25 grudnia 1013 ukoronowany na króla Anglii. Swen udał się następnie do Gainsborough, gdzie rozpoczął organizację władzy w swym nowym królestwie. Tam jednak zmarł 3 lutego 1014 po zaledwie 5 tygodniach panowania.
Zwłoki Swena ugotowano, aby oddzielić kości, które następnie przewieziono do Danii i pochowano w wybudowanym przez Widłobrodego kościele w Roskilde. Następcą Swena na tronie Danii został jego starszy syn Harald, jednak duńska flota w Anglii okrzyknęła królem Knuta. Po śmierci Swena do Anglii wrócił Ethelred II, który wyparł Knuta z Wyspy. Powrócił on jednak w 1016 i został królem Anglii.